# Cachoeira dos Frades
Cachoeira dos Frades é uma queda d'água localizada no Vale dos Frades em Teresópolis, município do Interior do Rio de Janeiro. Com queda de aproximadamente 10 metros de altura e uma piscina natural, a Cachoeira faz parte do Parque Estadual dos Três Picos, mais precisamente no quilômetro 19 da rodovia RJ-130, conhecida também como Circuito Terê-Fri.
O local, que está a cerca de 20 minutos do Centro, é um dos cartões-portais de Teresópolis, e recebe a maioria de seus visitantes durante a primavera e o verão.